# Cristiano Augusto di Holstein-Gottorp
Cristiano Augusto di Holstein-Gottorp (11 gennaio 1673 – 24 aprile 1726) è stato un vescovo luterano tedesco, duca di Schleswig-Holstein, principe di Eutin, principe vescovo di Lubecca e reggente del ducato di Holstein-Gottorp.

## Biografia
Egli era il figlio minore di Cristiano Alberto di Holstein-Gottorp, Duca di Holstein-Gottorp e di Federica Amalia di Danimarca-Norvegia, figlia del Re Federico III di Danimarca e Norvegia. Suo fratello maggiore, Federico IV di Holstein-Gottorp succedette al padre sul quel trono, concedendo al fratello secondogenito alcuni piccoli principati, tra cui il piccolo feudo di Eutin. Inoltre, secondo le tradizioni di famiglia, venne eletto vescovo luterano di Lubecca che all'epoca era un feudo sovrano del Sacro Romano Impero.
Quando il fratello maggiore morì lasciando un solo figlio maschio non ancora in età adulta, Carlo Federico di Holstein-Gottorp, dopo poche settimane morì anche la moglie e Cristiano Augusto venne perciò nominato amministratore e reggente a pieno del principato di Holstein-Gottorp.

## Discendenza
Cristiano Augusto sposò Albertina Federica di Baden-Durlach, dalla quale ebbe i seguenti figli:
- Edbige Sofia (1705-1764), badessa di Herford;
- Carlo (1706-1727), principe-vescovo di Lubecca;
- Federica Amalia (1708-1731);
- Anna (1709-1758), sposò Guglielmo di Sassonia-Gotha-Altenburg (1701-1771);
- Adolfo Federico (1710-1771), eletto re di Svezia nel 1751, sposò Luisa Ulrica di Prussia (1720-1782);
- Federico Augusto (1711-1785), duca di Oldenburg;
- Giovanna Elisabetta (1712-1760), sposò Cristiano Augusto di Anhalt-Zerbst (1690-1747) e fu la madre dell'imperatrice Caterina II di Russia
- Federica Sofia (nata e morta nel 1713);
- Guglielmo Cristiano (1716-1719);
- Federico Corrado (nato e morto nel 1718);
- Giorgio (1719-1763).

Il loro figlio secondogenito, Adolfo Federico, divenne principe ereditario di Svezia nel 1743, e quindi ascese al trono come Re nel 1751. Il loro figlio terzogenito, Federico Augusto ottenne la posizione di Vescovo di Lubecca dopo che Adolfo Federico si era dovuto recare stabilmente in Svezia, assieme al feudo di Eutin. Nel 1773, Federico Augusto ricevette anche Oldenburg e Delmenhorst dal suo cugino minore (e futuro Zar di Russia), Paolo di Holstein-Gottorp, andando a formare il primigenio nucleo di quello che sarà il Granducato di Oldenburg. La figlia maritata della coppia, Giovanna Elisabetta di Holstein-Gottorp, divenne Principessa di Anhalt-Zerbst e fu madre di Caterina II, Zarina di Russia.
Cristiano Augusto venne succeduto dal figlio Adolfo Federico di Holstein-Gottorp.

## Ascendenza
|                                       |                           |                                   | Genitori                                   |  |  | Nonni |  |  | Bisnonni                            |  |  | Trisnonni                  |  |
|                                       |                           |                                   |                                            |  |  |       |  |  | Giovanni Adolfo di Holstein-Gottorp |  |  | Adolfo di Holstein-Gottorp |  |
|                                       |                           |                                   |                                            |  |  |       |  |  | Giovanni Adolfo di Holstein-Gottorp |  |  | Adolfo di Holstein-Gottorp |  |
|                                       |                           | Cristina d'Assia                  |                                            |  |  |       |  |  | Giovanni Adolfo di Holstein-Gottorp |  |  |                            |  |
| Federico III di Holstein-Gottorp      |                           |                                   |                                            |  |  |       |  |  | Giovanni Adolfo di Holstein-Gottorp |  |  |                            |  |
|                                       |                           | Augusta di Danimarca              | Federico II di Danimarca                   |  |  |       |  |  |                                     |  |  |                            |  |
|                                       |                           | Augusta di Danimarca              | Federico II di Danimarca                   |  |  |       |  |  |                                     |  |  |                            |  |
|                                       |                           | Augusta di Danimarca              | Sofia di Meclemburgo-Güstrow               |  |  |       |  |  |                                     |  |  |                            |  |
| Cristiano Alberto di Holstein-Gottorp |                           | Augusta di Danimarca              |                                            |  |  |       |  |  |                                     |  |  |                            |  |
|                                       |                           | Giovanni Giorgio I di Sassonia    | Cristiano I di Sassonia                    |  |  |       |  |  |                                     |  |  |                            |  |
|                                       |                           | Giovanni Giorgio I di Sassonia    | Cristiano I di Sassonia                    |  |  |       |  |  |                                     |  |  |                            |  |
|                                       |                           | Giovanni Giorgio I di Sassonia    | Sofia di Brandeburgo                       |  |  |       |  |  |                                     |  |  |                            |  |
| Maria Elisabetta di Sassonia          |                           | Giovanni Giorgio I di Sassonia    |                                            |  |  |       |  |  |                                     |  |  |                            |  |
|                                       |                           | Maddalena Sibilla di Hohenzollern | Alberto Federico di Prussia                |  |  |       |  |  |                                     |  |  |                            |  |
|                                       |                           | Maddalena Sibilla di Hohenzollern | Alberto Federico di Prussia                |  |  |       |  |  |                                     |  |  |                            |  |
|                                       |                           | Maddalena Sibilla di Hohenzollern | Maria Eleonora di Jülich-Kleve-Berg        |  |  |       |  |  |                                     |  |  |                            |  |
| Cristiano Augusto di Holstein-Gottorp |                           | Maddalena Sibilla di Hohenzollern |                                            |  |  |       |  |  |                                     |  |  |                            |  |
|                                       | Cristiano IV di Danimarca | Federico II di Danimarca          |                                            |  |  |       |  |  |                                     |  |  |                            |  |
|                                       | Cristiano IV di Danimarca | Federico II di Danimarca          |                                            |  |  |       |  |  |                                     |  |  |                            |  |
|                                       | Cristiano IV di Danimarca | Sofia di Meclemburgo-Güstrow      |                                            |  |  |       |  |  |                                     |  |  |                            |  |
| Federico III di Danimarca             | Cristiano IV di Danimarca |                                   |                                            |  |  |       |  |  |                                     |  |  |                            |  |
|                                       |                           | Anna Caterina del Brandeburgo     | Gioacchino III Federico di Brandeburgo     |  |  |       |  |  |                                     |  |  |                            |  |
|                                       |                           | Anna Caterina del Brandeburgo     | Gioacchino III Federico di Brandeburgo     |  |  |       |  |  |                                     |  |  |                            |  |
|                                       |                           | Anna Caterina del Brandeburgo     | Caterina di Brandeburgo-Küstrin            |  |  |       |  |  |                                     |  |  |                            |  |
| Federica Amalia di Danimarca          |                           | Anna Caterina del Brandeburgo     |                                            |  |  |       |  |  |                                     |  |  |                            |  |
|                                       |                           | Giorgio di Brunswick-Lüneburg     | Guglielmo il Giovane di Brunswick-Lüneburg |  |  |       |  |  |                                     |  |  |                            |  |
|                                       |                           | Giorgio di Brunswick-Lüneburg     | Guglielmo il Giovane di Brunswick-Lüneburg |  |  |       |  |  |                                     |  |  |                            |  |
|                                       |                           | Giorgio di Brunswick-Lüneburg     | Dorotea di Danimarca                       |  |  |       |  |  |                                     |  |  |                            |  |
| Sofia Amelia di Brunswick e Lüneburg  |                           | Giorgio di Brunswick-Lüneburg     |                                            |  |  |       |  |  |                                     |  |  |                            |  |
|                                       |                           | Anna Eleonora di Assia-Darmstadt  | Luigi V d'Assia-Darmstadt                  |  |  |       |  |  |                                     |  |  |                            |  |
|                                       |                           | Anna Eleonora di Assia-Darmstadt  | Luigi V d'Assia-Darmstadt                  |  |  |       |  |  |                                     |  |  |                            |  |
|                                       |                           | Anna Eleonora di Assia-Darmstadt  | Maddalena di Brandeburgo                   |  |  |       |  |  |                                     |  |  |                            |  |
|                                       |                           | Anna Eleonora di Assia-Darmstadt  |                                            |  |  |       |  |  |                                     |  |  |                            |  |